# 아웨일주

아웨일 주의 위치

아웨일주(영어: Aweil State)는 남수단 서부 바르알가잘 지방에 위치한 주로 주도는 아웨일이며 면적은 13,122.8km2, 인구는 251,160명(2014년 기준)이다.
2015년에 실시된 행정 구역 개편에 따라 북바르알가잘 주에서 분리되어 신설되었다. 북쪽으로는 동아웨일 주, 동쪽으로는 고그리알 주, 남쪽으로는 와우 주, 서쪽으로는 롤 주와 접한다. 1개 시, 8개 군을 관할한다.